# Trnovska vas
Trnovska vas je naselje in središče Občine Trnovska vas.
Trnovska vas je razloženo naselje v Pesniški dolini v Slovenskih goricah, sestavljeno iz starejšega jedra ob lokalni cesti proti Drbetincem in potoku Črmlja ter novejšega dela ob regionalni cesti Lenart - Ptuj. Na dnu Pesniške doline so na melioriranih površinah nastale njive in travniki.